# Dendronotus albopunctatus
Dendronotus albopunctatus är en snäckart som beskrevs av Gordon A. Robilliard 1972. Dendronotus albopunctatus ingår i släktet Dendronotus och familjen trädryggsniglar. Inga underarter finns listade i Catalogue of Life.